# Raciborów (województwo łódzkie)
Raciborów – wieś w Polsce położona w województwie łódzkim, w powiecie kutnowskim, w gminie Kutno.
Wieś szlachecka Raciborowo położona była w drugiej połowie XVI wieku w powiecie gostynińskim ziemi gostynińskiej województwa rawskiego. W latach 1975–1998 miejscowość administracyjnie należała do województwa płockiego.